# 鳗鲡两极虫
鳗鲡两极虫（学名：Myxidium enchelypteryii）为两极科两极虫属的动物。分布于日本以及江苏、山东、浙江等，营寄生生活，寄生在鳗鲡的鳃、皮肤、肾、鳔、肠。